# Hayri Kıvrıkoğlu
Hayri Kıvrıkoğlu (* 1948 in Konya) ist ein türkischer ehemaliger General, der unter anderem zwischen 2008 und 2010 Kommandeur der Ägäis-Armee (Ege Ordusu), von 2010 bis 2011 Kommandeur der 1. Armee (Birinci Ordu) sowie zwischen August 2011 und August 2013 Kommandeur der Türkischen Landstreitkräfte (Türk Kara Kuvvetleri) war.

## Leben
Kıvrıkoğlu, Sohn des späteren Brigadegenerals Mustafa Kıvrıkoğlu, begann nach dem Schulbesuch eine Offiziersausbildung an der Heeresschule (Kara Harp Okulu), die er 1969 abschloss. Eine darauf folgende weitere Ausbildung an der Ingenieurtruppenschule (İstihkâm) beendete er 1970 und fand im Anschluss Verwendung als Zugführer und Kompaniechef in verschiedenen Heereseinheiten. Nachdem er von 1977 bis 1979 die Heeresakademie (Kara Harp Akademisi) absolviert hatte, war er zunächst Stabsoffizier im Hauptquartier der 3. Armee und im Anschluss im Stab des VIII. Korps in Elazığ. Nachdem er Offizier in der Nachrichtendienstabteilung im Hauptquartier der Alliierten Landstreitkräfte der NATO in Südeuropa LANDSOUTH (Allied Land Forces Southern Europe) in Verona war, wurde er Referatsleiter für IT-Sicherheit in der Nachrichtendienstabteilung der Streitkräfte der Türkischen Republik Nordzypern (KKTC Güvenlik Kuvvetleri Komutanlığı) und anschließend Chef des Stabes der 66. Panzerbrigade. Daraufhin wechselte er in das Oberste Hauptquartier der Alliierten Streitkräfte der NATO in Europa SHAPE (Supreme Headquarters Allied Powers Europe) in Mons, wo er zunächst Referent für Verbindungen im Übungs- und Auswertungsreferat sowie zuletzt Leiter des Waffenkontrollreferats der Operationsabteilung war. Nach seiner Rückkehr in die Türkei wurde er Kommandeur des zum IV. Korps gehörenden 229. Motorisierten Infanterieregiments.
1996 wurde Kıvrıkoğlu zum Brigadegeneral (Tuğgeneral) befördert und war zunächst Chef der Operationsabteilung im Stab der 3. Armee sowie danach Kommandeur der 3. Mechanisierte Infanteriebrigade. Nach seiner Beförderung zum Generalmajor (Tümgeneral) wurde er 2000 Kommandeur der 3. Taktischen Mechanisierten Infanteriedivision, ehe er 2002 als geschäftsführender Militärischer Vertreter der Türkei in das Hauptquartier SHAPE nach Mons versetzt wurde.
Nachdem Kıvrıkoğlu 2004 zum Generalleutnant (Korgeneral) befördert worden war, wurde er Kommandierender General des IX. Korps (IX. Kolordu) in Erzurum und anschließend 2006 Kommandeur der Besatzungstruppe in Zypern KTBK (Kıbrıs Türk Barış Kuvvetleri). Am 30. August 2008 erfolgte die Beförderung zum General (Orgeneral) sowie die Ernennung zum Nachfolger von Necdet Özel als Kommandeur der Ägäis-Armee (Ege Ordusu). Diesen Posten bekleidete er bis zu seiner Ablösung durch General Nusret Taşdeler am 30. August 2010. Daraufhin wurde er selbst Nachfolger von General Hasan Iğsız als Kommandeur der 1. Armee (Birinci Ordu) und verblieb auf diesem Posten bis zum 4. August 2011, woraufhin General Yalçın Ataman sein Nachfolger wurde.
Am 4. August 2011 wurde General Kıvrıkoğlu vom Obersten Militärrat YAŞ (Yüksek Askeri Şûra) zum Nachfolger von General Necdet Özel als Kommandeur der Türkischen Landstreitkräfte (Türk Kara Kuvvetleri) ernannt. Er übte diese Funktion bis zu seinem Eintritt in den Ruhestand am 30. August 2013 aus. Sein Nachfolger wurde anschließend General Hulusi Akar.
Kıvrıkoğlu, der mit Asiye Hale Kıvrıkoğlu verheiratet und Vater zweier Kinder ist, spricht neben Türkisch auch Englisch. Sein Cousin ist General Hüseyin Kıvrıkoğlu, der zwischen 1998 und 2002 Chef des Generalstabes der Streitkräfte war.

## Weblink
- Eintrag in Kim Kimdir? (Seitenaufruf am 8. September 2016)